# Sinocharis fulgularis
Sinocharis fulgularis är en fjärilsart som beskrevs av Matsumura 1931. Sinocharis fulgularis ingår i släktet Sinocharis och familjen nattflyn. Inga underarter finns listade i Catalogue of Life.